# Hidenori Isa
Hidenori Isa (jap. 井佐英徳 Isa Hidenori; ur. 30 lipca 1976 w Niigata) – japoński biathlonista, olimpijczyk. Zadebiutował w biathlonie w rozgrywkach juniorskich w roku 1988.
Starty w Pucharze Świata rozpoczął zawodami w Salt Lake City w 2001 r., zajmując 50. miejsce w sprincie. Jego najlepszy dotychczasowy wynik w Pucharze Świata to 13. miejsce w biegu indywidualnym w Antholz-Anterselva w sezonie 2001/02.
Podczas igrzysk olimpijskich w Salt Lake City w 2002 r. zajął 44. miejsce w biegu indywidualnym, 62. w sprincie i 13. w sztafecie. Podczas igrzysk olimpijskich w Turynie w 2006 r. zajął 63. miejsce w biegu indywidualnym i 38. w sprincie, 35. w biegu pościgowym i 12. w sztafecie.
Na mistrzostwach świata w 2008 r. w Östersund zajął 66. miejsce w biegu indywidualnym, 53. w sprincie, 40. w biegu pościgowym oraz 18. w sztafecie. Na mistrzostwach świata w 2009 r. w Pjongczangu zajął 86. miejsce w biegu indywidualnym, 62. w sprincie, 20. w sztafecie mieszanej oraz 18. w sztafecie męskiej.

## Osiągnięcia

### Zimowe igrzyska olimpijskie
| 2002 Salt Lake City/Park City (USA)    | 44. miejsce (IN), 62. miejsce (SP), 13. miejsce (RL)                   |
| 2006 Turyn/Cesana San Sicario (Włochy) | 63. miejsce (IN), 38. miejsce (SP), 35. miejsce (PU), 12. miejsce (RL) |
| 2010 Vancouver/Whistler (Kanada)       | 83. miejsce (IN), 68. miejsce (SP),                                    |
| 2014 Soczi/Krasnaja Polana (Rosja)     | 83. miejsce (IN), 71. miejsce (SP),                                    |

### Mistrzostwa świata
| 2001 Pokljuka (Słowenia)            | 46. miejsce (IN), 37. miejsce (SP), 38. miejsce (PU), 11. miejsce (RL) |
| 2003 Chanty-Mansyjsk (Rosja)        | 63. miejsce (IN), 54. miejsce (SP), 49. miejsce (PU), 16. miejsce (RL) |
| 2004 Oberhof (Niemcy)               | 67. miejsce (IN), 54. miejsce (SP), 42. miejsce (PU), 17. miejsce (RL) |
| 2005 Hochfilzen (Austria)           | 48. miejsce (IN), 34. miejsce (SP), 25. miejsce (PU), 13. miejsce (RL) |
| 2005 Chanty-Mansyjsk (Rosja)        | 18. miejsce (RM)                                                       |
| 2006 Pokljuka (Słowenia)            | 22. miejsce (RM)                                                       |
| 2007 Anterselva (Włochy)            | 87. miejsce (IN), 20. miejsce (RL)                                     |
| 2008 Östersund (Szwecja)            | 66. miejsce (IN), 53. miejsce (SP), 40. miejsce (PU), 18. miejsce (RL) |
| 2009 Pyeongchang (Korea Południowa) | 86. miejsce (IN), 62. miejsce (SP), 18. miejsce (RL)                   |
| 2011 Chanty-Mansyjsk (Rosja)        | 37. miejsce (IN), 54. miejsce (SP), 57. miejsce (PU), 20. miejsce (RL) |
| 2012 Ruhpolding (Niemcy)            | 30. miejsce (IN), 56. miejsce (SP), 55. miejsce (PU)                   |
| 2013 Nove Mesto (Czechy)            | 107. miejsce (IN), 56. miejsce (SP), 44. miejsce (PU), LPD (RL)        |

### Puchar Świata

#### Miejsca w klasyfikacji generalnej
| Sezon     | Miejsce |
| --------- | ------- |
| 2001/2002 | 46.     |
| 2003/2004 | 67.     |
| 2004/2005 | 56.     |
| 2005/2006 | 65.     |
| 2006/2007 | 77.     |
| 2008/2009 | 78.     |
| 2009/2010 | 72.     |
| 2010/2011 | 103.    |
| 2011/2012 | 95.     |
| 2012/2013 | 87.     |